# Tommaso Andrei
Tommaso Andrei (Casole d'Elsa, ante 1250 – Pistoia, 30 luglio 1303) è stato un vescovo cattolico italiano, della diocesi di Pistoia (1284-1303).

## Biografia

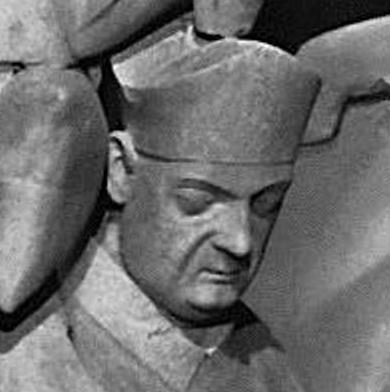
Testa di Tommaso Andrei - particolare del sepolcro.

Tommaso Andrei venne chiamato alla guida della Chiesa Pistoiese nel 1284, dopo la dismissione del Vescovo Guidaloste Vergiolesi.
Il Vescovato di Andrei durò 19 anni, fino al 1303, anno della sua morte. Tra il 1298 ed il 1301, ha ricoperto anche l'incarico di Collettore generale per la tutta la Toscana.
Il Vergiolesi morì nel 1286, ma rinunciò al governo della diocesi nel 1283, dopo un vescovato molto lungo. Era in carica dal 1252, quindi ben 32 anni. I motivi sono a tutt'oggi poco chiari, ma probabilmente la rinuncia avvenne a causa delle guerre intestine tra guelfi e ghibellini che avevano luogo in città e che vedevano coinvolte le famiglie più ricche. I Vergiolesi erano una delle nobili famiglie maggiormente coinvolte nelle guerre di potere ed il Vescovo Guidaloste era uno dei membri più autorevoli di quella famiglia.
Nel XIII secolo l'elezione del nuovo vescovo era competenza di un gruppo ristretto di prelati locali, si trattava dei Canonici della cattedrale. L'insieme dei Canonici all'epoca era chiamato Capitolo, e spesso veniva eletto proprio il Canonico della Cattedrale od altro membro del Capitolo. Il Capitolo comunicava poi la sua scelta al Sommo Pontefice e solitamente, entro tre-quattro mesi da Roma arrivava la Consacrazione.
Dal momento che nel Capitolo Pistoiese non si riusciva a trovare un'intesa, causa la guerra tra fazioni che stava avendo luogo in Pistoia, probabilmente venne ritenuta cosa opportuna eleggere come Vescovo di Pistoia una persona non originaria di quella città, che quindi potesse gestire gli avvenimenti dell'epoca con maggiore neutralità. 
Secondo le regole dell'epoca il Capitolo aveva tre mesi di tempo per eleggere il nuovo Vescovo, passato i tre mesi perdeva per quella volta il suo diritto ad eleggere il Vescovo, nel caso della elezione di Andrei i tre mesi erano passati abbondantemente ed anche se non ci sono fonti per dimostrarlo, ma è molto probabile che la scelta di Andrei sia stata imposta da Roma.
Le cronache dell'epoca riportano che Andrei abbia iniziato a svolgere tale funzione dall'ottobre 1284, ma l'elezione ufficiale avvenne il 21 febbraio 1285 e la consacrazione venne fatta da Papa Onorio IV nel giugno dello stesso anno.
Prima della sua nomina a Vescovo abbiamo di lui scarse notizie. Sappiamo che era Priore della chiesa di San Salvatore della Diocesi di Volterra. Tale chiesa non più esistente oggi era situata sul colle di Poggio al Pruno, nella maremma volterrana. Di lui sappiamo che è nativo di Casole d'Elsa ma non ci è nota la data di nascita.
All'epoca molte delle alte cariche ecclesiastiche erano già destinate ai vari membri delle famiglie più potenti, e gli Andrei lo erano nell'area Senese, e per questo in tanti casi si arrivava ad una carica tipo vescovo o cardinale in età relativamente giovane, in ogni modo per essere eletto vescovo si doveva avere prima compiuto una serie di studi teologici, dopodiché era solito svolgere attività sacerdotale per alcuni anni, pertanto era ben difficile che uno potesse arrivare al soglio vescovile prima di aver compiuto almeno 35 anni. in base a questo ragionamento si può quindi presumere che Tommaso Andrei sia quasi sicuramente nato prima del 1250.
Tommaso Andrei governò la chiesa pistoiese in anni molto turbolenti, durante il periodo delle guerre tra guelfi e ghibellini prima e tra guelfi bianchi e neri poi. Egli si adoperò con molta diplomazia a sedare quei tumulti, e finì inevitabilmente per farsi dei nemici. Temendo anche per la propria incolumità, nel 1294 (o 1296) Andrei si ritirò in una villa fuori delle mura, poco distante dalla città. Di tale villa non resta più traccia, ma la località anche oggi viene chiamata Casa al Vescovo.
Nel 1298 Tommaso Andrei fece rientro nella sua sede vescovile entro le mura, scortato dalle famiglie Arcidiaconi e Buonvassalli.
Papa Niccolò IV ebbe tanta stima di lui che lo nominò Commissario e Collettore degli spogli in Toscana (1298)
Andrei era divenuta quindi una personalità molto elevata nel clero toscano, e varie cronache toscane dell'epoca menzionano la sua presenza in cerimonie che ebbero luogo fuori Pistoia.
Nel 1299 secondo quanto riportato dal Canonico della Cattedrale di Firenze Scipione Ammirato, nonché noto storico e scrittore del XVI secolo, il vescovo Andrei era presente alla Consacrazione della Chiesa di S. Francesco fatta in Siena dal Cardinale Matteo d'Acqua Sparta, e sempre secondo Scipione, Andrei era presente in Firenze insieme al Vescovo di Fiesole ed altri alti prelati alla solenne benedizione delle nuove mura di Firenze
Alcune cronache medievali riportano che un giorno d'estate di anno incerto, comunque tra il 1299 e il 1301, per festeggiare il Vescovo di Pistoia in visita ai suoi luoghi di origine, la Nobile famiglia dei Porrina organizzò a Casole d'Elsa un banchetto con centinaia di commensali. Fiamme e torce illuminavano la piazza per la grande Cena a Corte, in compagnia di mangiafuochi, danzatrici, cantastorie, musici e giocolieri.
Nel 1288 Andrei fece edificare a Pistoia un convento per l'ordine degli Umiliati, con chiesa annessa dedicata a S. Maria Maddalena.
Le ultime notizie della permanenza a Pistoia dell'ordine degli Umiliati risalgono al 1485 -1487 circa. In quel periodo l'allora Vescovo Donato de' Medici unificò il convento con la Pieve di S.Michele a Groppoli. L'ordine venne definitivamente soppresso nel 1571 da Papa Pio V.
A Pistoia, nelle stanze del Commissario del Pio Ospedale degli Infermi detto il Ceppo (istituito nel 1277), gli amanti delle belle arti possono ammirare con piacere alcune opere d'arte che in origine erano situati proprio all'interno della Chiesa del Convento degli Umiliati. Si tratta di una bella Vergine d'autore ignoto, (forse di Fra Paolino) e nell'archivio si conservano una Deposizione dalla Croce, e un'altra tavola con la Ss. Vergine , la Maddalena ,Giovanni de Meda , e altri Santi d'antica e buona maniera. Ambedue le opere dipinte sull'oro. I due quadri si presume siano opere di Duccio da Siena e che proprio il Vescovo Andrei ne abbia ordinato la pittura a questo suo paesano e contemporaneo
Durante il suo Vescovato, furono fatte od iniziate opere che hanno lasciato tracce indelebili nella città di Pistoia. Nel 1291 Andrei gettò la prima pietra della chiesa di S. Francesco.

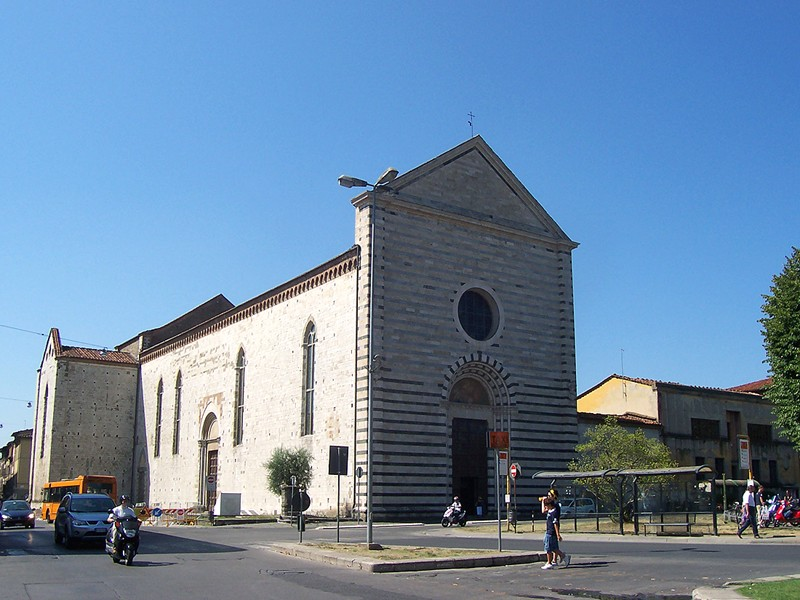
La Chiesa di S.francesco a Pistoia la cui costruzione ebbe inizio durante il vescovato di Tommaso Andrei, la facciata attuale a strisce di marmo bianche e verdi fu edificata nel 1707.

Nel 1298 consacrò l'altare maggiore della Pieve di S. Andrea e nella medesima chiesa tra il 1298 e il 1301 è stato realizzato da Giovanni Pisano il Pulpito di Sant'Andrea. Giovanni aveva ripreso nell'insieme lo schema che il padre, Nicola Pisano, aveva usato per il Pulpito del Duomo di Siena, sulla cassa esagonale compaiono infatti gli stessi cinque soggetti presenti nel Pulpito di Siena: La Natività, l'Adorazione dei Magi, la Strage degli innocenti, la Crocifissione e il Giudizio Universale. Esistono comunque importanti differenze stilistiche rispetto all'opera eseguita da suo padre. Da un confronto tra i due capolavori si nota lo stile decisamente più gotico di Giovanni.

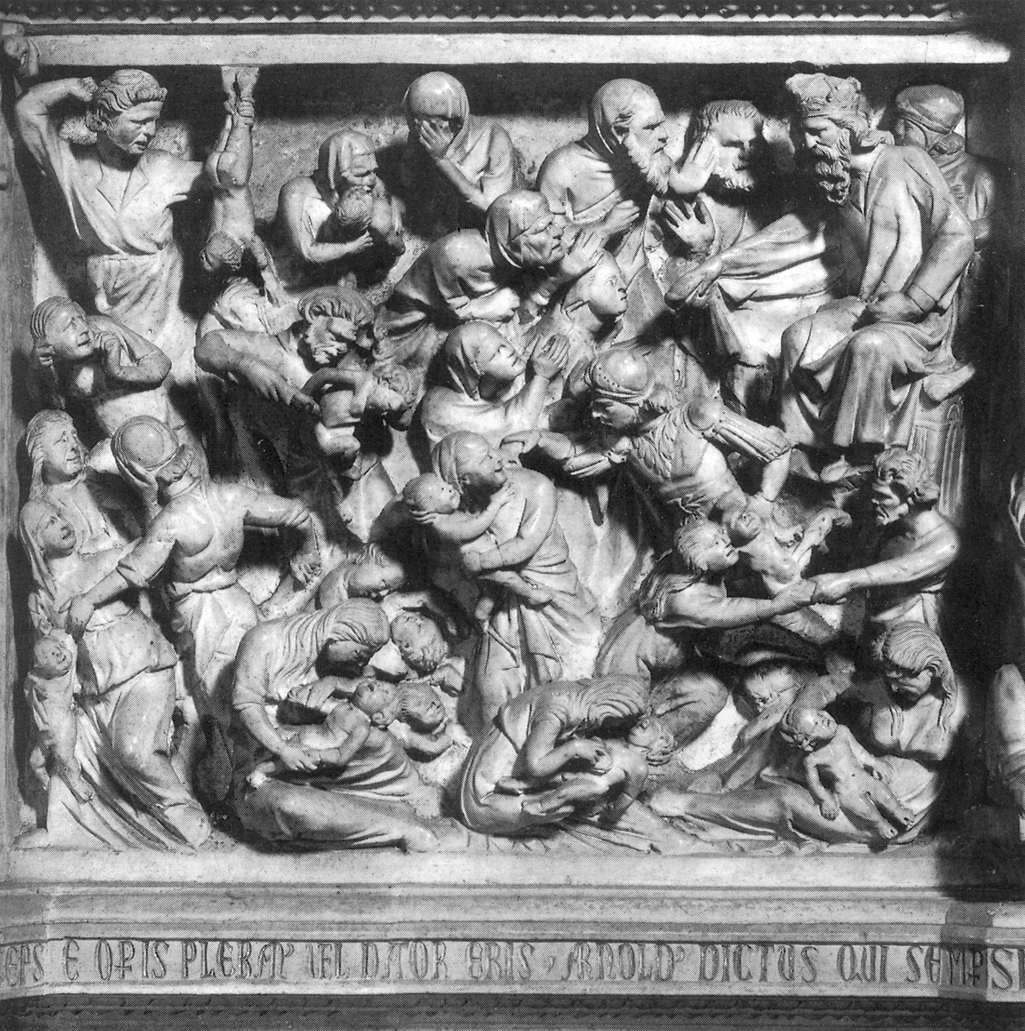
La strage degli innocenti - particolare del pulpito di S. Andrea in Pistoia.

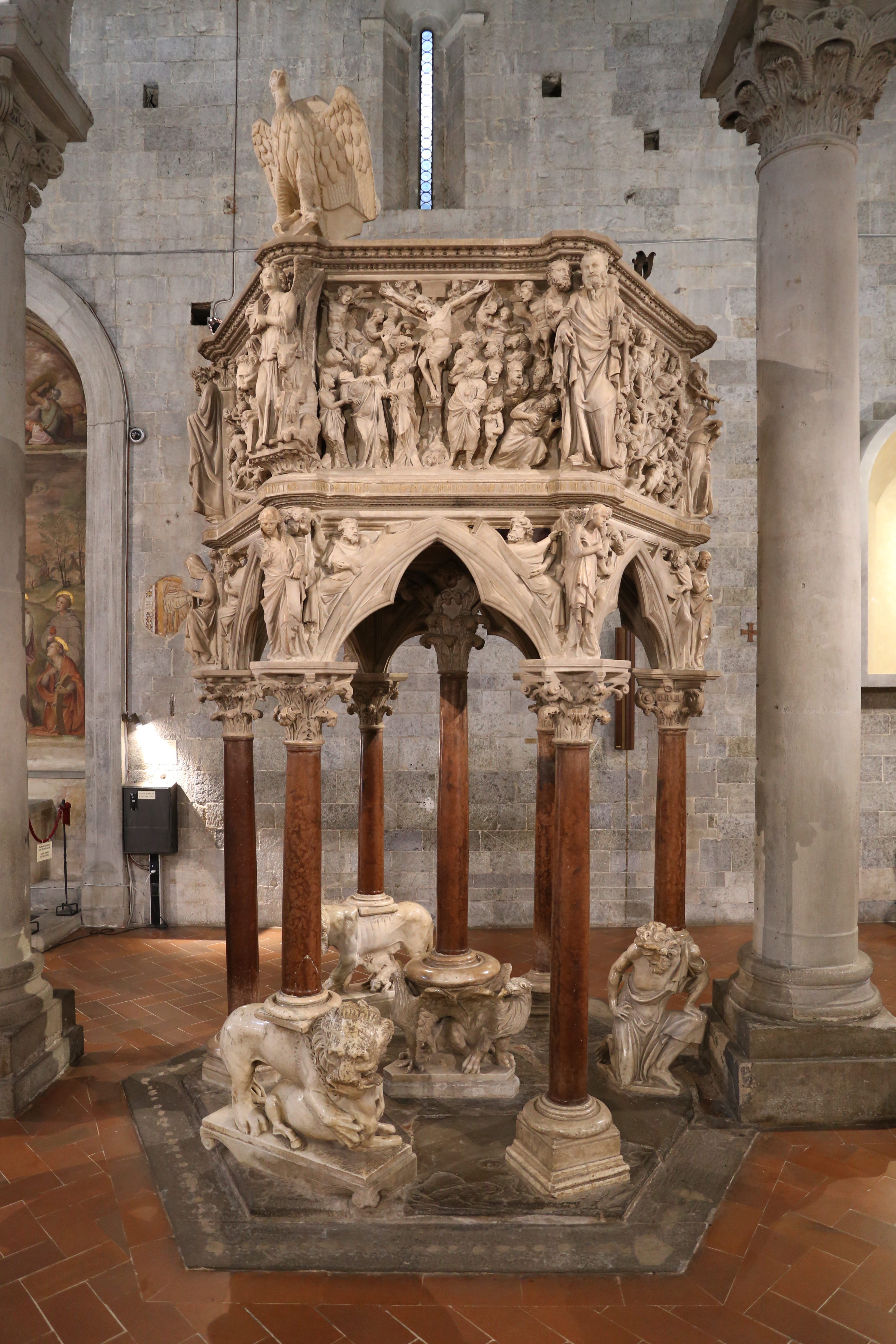
Il pulpito di S.Andrea in Pistoia.

Ai tempi del suo vescovato avvenne anche il furto sacrilego all'altare di San Jacopo in Duomo, perpetrato da Vanni Fucci e menzionato da Dante Alighieri nella Divina Commedia.
Gli ultimi anni del XIII secolo e la prima metà del XIV può dirsi l'epoca più copiosa di fatti luttuosi della storia pistoiese, nella quale molto violente furono le lotte intestine tra le varie signorie della città aderenti alla causa guelfa o ghibellina. Si vedeva la parte vincitrice cacciare in esilio la vinta, confiscare o rapire i beni e incendiare le loro case.
Perfino i sacerdoti, i monaci stessi, spesso provenienti da nobili famiglie furono coinvolti nei tumulti.
A tale astio era giunto l'animo di quel popolo che il Ven. Tommaso Andrei da Casole Vescovo di Pistoia, nel giugno del 1301, dovette scrivere lettere encicliche a tutti i sacerdoti della sua diocesi, affinché i rivoltosi, tanto laici come ecclesiastici, cessassero dall'invadere violentemente i beni de' monasteri, degli ospedali o di qualsiasi benefizio ecclesiastico, ordinandone la restituzione, e obbligando quei parroci sotto minaccia di scomunica a pubblicare entro otto giorni l'enciclica del dì 8 giugno in tutte le loro chiese.
Fu nel 1301 che i capi di parte Bianca che stavano per avere il sopravvento proposero di cacciare la parte avversa. Infatti la cacciata de' Neri da Pistoia accadde nel di 28 maggio del 1301, undici giorni prima delle lettere pastorali del vescovo Tommaso.
L'enciclica del vescovo di Pistoia coincide con la riforma deliberata dagli Anziani e consiglieri dello stesso Comune, quando fu da essi deciso di affidare per tre anni il governo alla Signoria di Firenze; in vigore della quale i reggitori di quest'ultima città mandarono a Pistoia un potestà ed un capitano del popolo.
In quello stesso anno il Pontefice Bonifacio VIII chiamò Carlo di Valois, il quale appena arrivato con i suoi soldati in Toscana si mostrò più propenso ad aiutare la fazione Nera vicina alla parte guelfa. La ghibellina era designata sotto l'altro vocabolo di Bianca.
Quando Carlo di Valois ebbe riformato di nuovi priori e di altri ufficiali guelfi o di parte Nera il governo della Repubblica Fiorentina,ordinò di attaccare Pistoia, che continuava a mantenersi di parte Bianca (fazione per cui parteggiava anche Dante Alighieri).
Venne concluso un accordo fra il governo lucchese ed il fiorentino di muover guerra alla città di Pistoia. Nel giugno del 1302 le truppe lucchesi da una parte e le fiorentine dall'altra dopo aver conquistato le migliori fortezze del contado pistoiese, il Castello di Larciano nei Monti di sotto dalla parte lucchese e quelle del Montale dalla parte di Firenze giunsero ad un miglio da Pistoia
Proprio in quel periodo, al colmo delle guerre tra popoli Toscani avvenne la morte del vescovo di Pistoia Tommaso Andrei.
A Casole d'Elsa Nel sepolcro dove riposa la sua salma viene riportato il giorno 30 luglio 1303 come data della sua morte, fonti dell'archivio vescovile riportano il 29 luglio. Probabilmente la morte avvenne proprio il 29 luglio e nel giorno successivo ne fu dato annuncio al popolo pistoiese.

## L'assedio di Pistoia
La Chiesa elesse come successore di Andrei il canonico proposto della cattedrale, Bartolommeo di Guittoncino Sinibuldi zio del celebre messer Cino. Quindi il Pontefice Benedetto XI, desiderando di pacificare i Bianchi o ghibellini coi guelfi Neri, spedì per delegato della S. Sede in Toscana il Cardinale Niccolò da Prato.
Ma i Fiorentini dopo essersi accorti che il cardinale aderiva alla fazione Bianca, e che tentava di rimetterla in Firenze, gli chiusero ogni strada per impedirgli di condurre al suo fine l'impresa, invece il Comune Pistoia devoto a quella fazione accolse con gioia il delegato papale, dichiarandolo governatore generale della loro città.
La guerra dei Fiorentini e Lucchesi contro i Pistoiesi riprese con maggiore animosità, fino ad arrivare al doloroso assedio sofferto dai pistoiesi tra la fine del 1305 e l'inizio del 1306.
La fazione Nera si impossesò nuovamente di Pistoia. I Bianchi sconfitti si arresero ed anche grazie alla mediazione del Pontefice Clemente V nel dì 10 aprile del 1306 fu convenuto, che si dovesse consegnare agli assedianti la città di Pistoia coi paesi del suo contado. Agli sconfitti di parte bianca rimaneva il castello di Piteccio e quello della Sambuca, nei quali furono accompagnati.
Ma Tommaso Andrei non fu spettatore dell'assedio, perché come già detto sopra morì due anni prima, nel 1303, ed in quello stesso anno, come già menzionato fu designato a succedergli Bartolomeo Sinibuldi.

## Mura di Pistoia
La prima cinta muraria fu completata nell'VIII secolo. Successivamente, causa l'ampliarsi della città si rese necessario per la sua difesa costruire una seconda cinta di mura che venne completata nel XII secolo. Durante l'assedio del 1305 le mura vennero quasi completamente distrutte. nel XIV secolo venne poi costruita una terza cinta di mura, alcuni bastioni sono poi stati aggiunti nel XV e XVI secolo. Gran parte della terza cinta di mura è integra a tutt'oggi.

## Il sepolcro

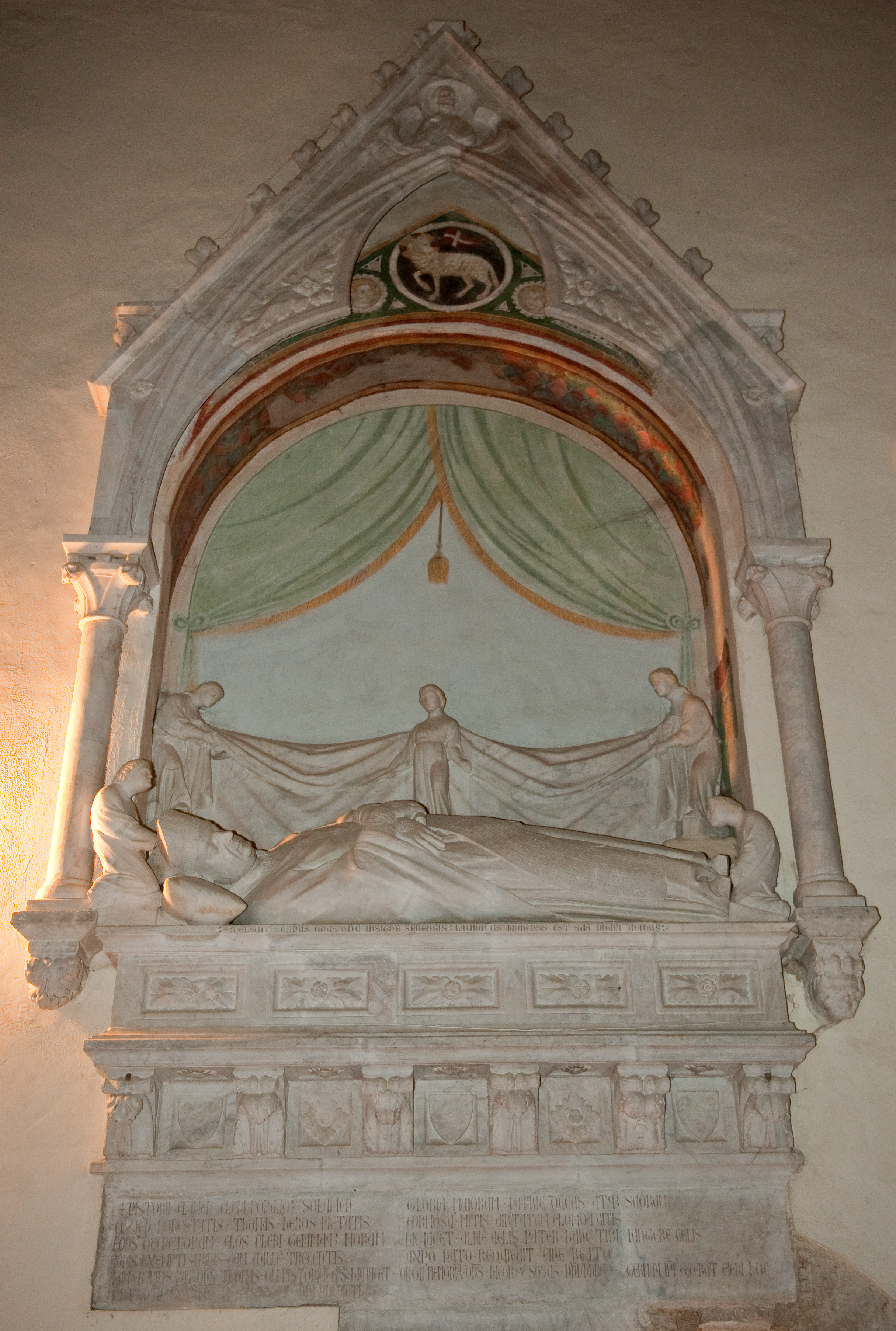
Il sepolcro di Tommaso Andrei.

La salma di Andrei è stata poi tumulata nei suoi luoghi natii e molto famoso è il suo sepolcro, nella Collegiata di Santa Maria Assunta di Casole d'Elsa. Si tratta di un'opera di rara bellezza realizzata dallo scultore senese Gano di Fazio (conosciuto anche come Gano da Siena).
Gano rivendica orgogliosamente la paternità del sepolcro con una breve iscrizione: "Celavit Ganus opus hoc insigne Senesis: / laudibus immensis est sua digna manus", mentre una più lunga epigrafe inserita nella base accerta essere il 1303 l'anno della morte del vescovo e proclama committenti dell'opera i fratelli del defunto, Iacopo e Sozzo Andrei.
L'idea di una tomba ornata da un gruppo statuario componente un compianto sul letto funebre rimanda, almeno per quanto riguarda l'Italia, ai prototipi arnolfiani elaborati nell'ultimo quarto del Duecento, appare più nuova la tipologia dell'arca pensile di cui il monumento a Tommaso Andrei resta uno dei più antichi esempi pervenuti, al pari della sepoltura del vescovo aretino Ranieri degli Ubertini (Arezzo, S. Domenico), del 1300 circa, anch'essa ipotizzata come opera di Gano. La forma della gabbia architettonica e, in parte, la scelta delle decorazioni, la accomuna altresì al monumento a Gregorio X nel duomo di Arezzo, opera senese forse dell'ultimo decennio del Duecento, di cui la tomba pensile dell'Andrei può costituire una sorta di riduzione, tanto da un punto di vista gerarchico quanto più strettamente dimensionale, tantopiù dovendo prendere posto in un edificio religioso di non vaste dimensioni.
Una testa dello stesso Tommaso Andrei, proveniente, questa, dalla chiesa di S. Tommaso a Querceto, presso Casole d'Elsa si trova oggi al Museo archeologico e della collegiata. anche la testa è da attribuire a Gano di Fazio e va collegata alla medesima committenza familiare del vescovo, come prova un'epigrafe che ricorda come anche la costruzione da cui il frammento proviene sia stata voluta per commemorare il prelato all'indomani della morte.